# 우정잉
우정잉(1994년 12월 9일~)은 대한민국의 인터넷 방송인으로, SOOP과 유튜브에서 활동하고 있다.

## 개요
- 우정잉은 경북대학교 문헌정보학과를 학사 학위하였다.
- 복수전공으로 컴퓨터공학과를 선택했지만 드랍하고 부전공으로 바꾸었다.
- 2017년 10월 16일에 인터넷 방송국 트위치를 통해 스트리머로 데뷔하였다.
- 2017년 12월 4일에 유튜브 공식 방송국 채널을 개설하고 유튜버로 데뷔하였다.
- 2024년 2월 6일 SOOP으로 이적하였다.

## 활동
- 2018년 인터넷 게임 전문 방송국 나이스게임TV에서 에픽게임즈의 포트나이트를 주제로 한 교육 예능 프로그램 ‘포나스쿨 라이브 (포나’s COOL Live) – 우리 포나했어요에 출연하였다.[1]
- 2018년 지스타 행사에 포트나이트 스트리머로 참가하였다.[2]
- 2019년 국내 유명 게임 크리에이터들과 손잡은 종합 장르 모바일 게임 대항전 '플레이 온 챌린지(Play on Challenge)'에 출연하였다.[3]
- 2021년 유명 스트리머 참전하는 트위치‘2021 스타 배틀: 강백대전2' 에 참가하였다.[4]
- 연예인 하하와 함께 '서폿차이' 프로그램에서 특급케미를 함께 하였다.[5]
- 기안84와 유튜브 콩트를 진행하였다.[6]
- 트레져헌터, 디어유와 함께 버블 포 트레져헌터를 론칭하였다.[7]
- 오라운드를 통해 굿즈를 판매하였고 완판,조기매진되었다.[8]
- 2022년 트위치 라이벌스: 데드 바이 데이라이트 코리아 쇼다운에 참가였다.[9]
- 샌드박스X보물섬, 웹예능 '드립프트'에서 심사위원 자격으로 출연하였다.[10]
- 우정잉의 단독 웹예능 우정분식에 출연하였다.[11]
- 2022년 8월 부산 벡스코에서 열리는 1인미디어 대전을 통해 팬들과 함께 팬미팅을 진행하였으며 롤 이벤트 매치에서 우승하여 300만원을 기부하였다.[12][13]
- 메이플 월드 광고를 최시은 아나운서와 함께 라이브로 진행하였다.[14]
- 넥슨과 함께 콜라보를 진행하여 코딩 배우는 웹예능 헬로월드에 출연하였다.[15]

## 같이 보기
- 헬로월드